# Bibliothekseinband
Als Bibliothekseinband bezeichnet man Bucheinbände, die von einer Bibliothek beauftragt oder in einer eigenen Buchbinderei für Bücher ihres eigenen Bestandes hergestellt wurden.
Folgende Gründe können zur Herstellung eines Bibliothekseinbandes führen:
- Eine Broschur oder ein einzelner Buchblock benötigen einen festen Einband.
- Ein originaler Bucheinband ist defekt und kann oder soll nicht mehr restauriert bzw. repariert werden.
- Eine Bibliothek soll mit einem einheitlichen Aussehen versehen werden. Dies gilt insbesondere für Barockbibliotheken und ist heute nicht mehr üblich.

Moderne Bibliothekseinbände sind einfach gestaltet. Im Vordergrund stehen meist Aspekte der Benutzbarkeit und Ökonomie, weniger ästhetische oder buchhistorische Überlegungen. Die originalen festen Einbände gehen dabei verloren, sie werden „abgebunden“. Bei Broschuren werden die Einbandkartons eingehängt, der Rücken wird nicht erhalten. Im 19. Jahrhundert wurden meist Halbleinen- oder Halblederbände in Verbindung mit Buntpapieren, meist Marmorpapieren angefertigt. Heute werden überwiegend einfache Gewebeeinbände aus Bibliotheksleinen, zum Beispiel „Herforder“ oder „Buckram“-Bibliotheksleinen hergestellt. Auch einfache Pappeinbände sind möglich, diese sind billiger, aber weniger haltbar. Ebenso ist das simple Überziehen des Einbandes mit Klebefolie möglich. Nachteil dieser Variante ist, dass der originale Zustand meist nur unter größerem Aufwand wiederherstellbar ist. Der Kleber der Folie kann sich über längere Zeiträume verändern, das heißt vor allem verfärben oder brüchig werden kann. Deshalb wird das Bekleben nur in zeitweise genutztem verbrauchartig gehaltenem Bibliotheksbestand genutzt.
Um den Verlust historischen Materials zu verhindern, werden bei historischem Buchbestand zunehmend einbanderhaltende Restaurierungen und Reparaturen vorgenommen. Auch das Einpacken in einen Schutzkarton stellt eine Alternative dar.